# 利图
利图是以色列的一家以生产中画幅和大画幅相机高端數位機背的公司。它以前是以色列公司Scitex的一个部门，后来是柯达，现在是Phase One（飞思）的子公司。1991年，利图推出了第一款中画幅数码相机Leaf DCB1，绰号“砖头”，分辨率为400万像素。截至2012年，利图生产了酷图系列（Leaf Credo）的數位機背，像素从4000万到8000万不等。直到2010年，利图还生产了摄影工作流程软件Leaf Capture。
利图于2002年至2004年推出威力奥系列（Leaf Valeo），2005年至2010年推出奥图视系列（Leaf Aptus），2007年至2008年推出AFi系列（Leaf AFi）。Phase One（飞思）公司于2009年6月25日正式收购了利图公司及附属产品线、品牌注册名、工程设计专利以及所有生产线。之後和Phase One（飞思）公司所收购的另一家日本中画幅相机生产商玛米亚兼并，成立玛米亚利图（Mamiya Leaf）品牌，于2012年推出利图酷图系列（Leaf Credo）。

## 外部鏈接
- 官方网站（英文）